# Elizabeth Arden
Florence Nightingale Graham (Woodbridge, 31 de diciembre de 1881-Nueva York, 18 de octubre de 1966), más conocida por su nombre comercial Elizabeth Arden, fue una empresaria canadiense que fundó lo que hoy es Elizabeth Arden Inc. y construyó un imperio de cosméticos en los Estados Unidos. En 1929, Arden poseía alrededor de 150 salones de lujo en los Estados Unidos y Europa. Sus más de 1000 productos podían ser encontrados en el mercado de lujo de más de 22 países. Ella era propietaria única de su marca y una de las mujeres más ricas del mundo en su época.

## Biografía
Arden nació en 1881 en Woodbridge, Ontario, Canadá. Sus padres habían emigrado desde Cornualles, Reino Unido, hacia Canadá en la década de 1870. Su padre William Graham era escocés y su madre Susan procedía del pueblo córnico. Susan había recibido ayuda económica de una tía rica en Cornualles para pagar la educación de sus hijos. Aun así, Arden abandonó los estudios de enfermería en Toronto, Canadá.
Más tarde, Arden se unió a su hermano mayor en Manhattan, trabajando brevemente como contable para la E. R. Squibb Pharmaceuticals Company. Mientras estuvo allí, Arden pasó horas en el laboratorio aprendiendo sobre el cuidado de la piel. Luego trabajó de nuevo de forma breve para Eleanor-Adair, una especialista en belleza, conocida por sus "tratamientos para chicas".
En sus salones y a través de sus campañas de marketing, Elizabeth Arden innovó al enseñar a las mujeres cómo aplicar el maquillaje, además de haber sido pionera en la instauración de conceptos tales como la formulación científica de los cosméticos, el maquillaje embellecedor y la combinación de colores para los ojos, labios y rostro.
Elizabeth Arden fue en gran parte responsable de establecer un estilo de maquillaje adecuado, apropiado e incluso necesario para obtener una imagen propia de una dama, ya que antes el maquillaje estaba asociado a las clases más bajas e incluso con las prostitutas. 
Arden se dirigía a las mujeres de mediana edad y que se sentían poco atractivas, para las cuales los productos de belleza prometían ofrecer una imagen juvenil y bella. 
En el campo político, Elizabeth Arden fue una mujer conservadora que apoyaba el Partido Republicano.

## Vida profesional

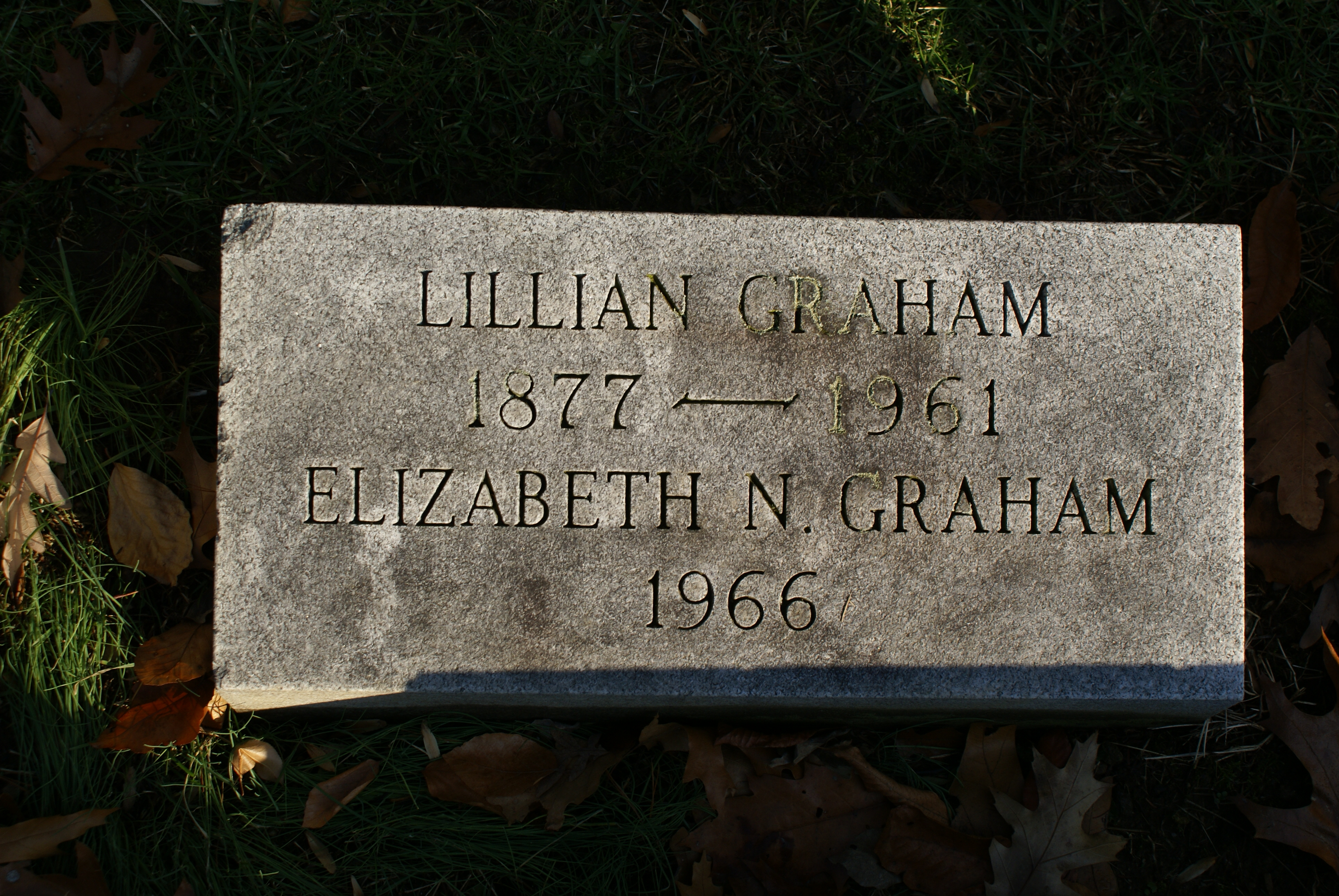
Lápida de Elizabeth Arden Graham en el Cementerio de Sleepy Hollow.

En 1909 Elizabeth Arden formó una sociedad con Elizabeth Hubbard, otra especialista en belleza. La relación comercial se disolvió después de seis meses. Graham, que deseaba crear un nombre comercial, usó solo "Elizabeth " para ahorrar dinero en el letrero del salón de belleza y eligió el apellido "Arden", de una finca cercana. Así se formó el nombre comercial "Elizabeth Arden". A continuación Arden fundó en 1910 el salón Red Door en Nueva York, el cual ha permanecido sinónimo de su nombre desde entonces.
En 1912 Arden viajó a Francia para aprender técnicas de tratamientos de belleza y masajes faciales que ya eran comunes en los salones de belleza de París. Regresó a Nueva York con una colección de coloretes y polvos de sol que había creado. Elizabeth Arden comenzó a expandir sus operaciones internacionales en 1915 y al empezar a abrir salones de belleza en otros países. En 1934 Arden inauguró el spa residencial Maine Chance en Roma, Maine, el primer spa de belleza en los Estados Unidos. El spa estuvo operativo hasta 1970.
En 1962 el gobierno francés concedió a Elizabeth Arden la Legión de Honor en reconocimiento a su importante contribución a la industria de los cosméticos.
En 1966 Arden murió en el Hospital Lenox Hill de Manhattan. Fue enterrada en el cementerio de Sleepy Hollow en Sleepy Hollow, Nueva York, bajo su nombre de pila, Elizabeth N. Graham.